# حلبة سلفرستون

حلبة سلفرستون

حلبة سلفرستون هي حلبة فورملا 1 تقع بين مدن أكسفورد ونورثامبتون وميلتون كاينز. تتحتضن الحلبة جائزة بريطانيا الكبرى للفورملا 1 منذ سنة 1987. تمتد الحلبة على مسافة 5141 وذلك منذ آخر تعديل لمسار الحلبة في سنة 2000.